# Yakov e os Sete Ladrões
Yakov and the Seven Thieves (Yakov e os Sete Ladrões, no Brasil e em Portugal) é um livro ilustrado escrito pela artista norte-americana Madonna e lançado em 21 de junho de 2004 pela Callaway Arts & Entertainment em mais de 110 países e 38 idiomas diferentes, incluindo uma edição em Braille. Inspirado em um conto de 300 anos do rabino Baal Shem Tov, que Madonna conheceu por meio de seu professor de Cabala, o livro apresenta uma narrativa moral ambientada em uma pequena cidade da Europa Oriental no século XVIII. A história transmite a ideia de que, independentemente de quão indigno alguém possa parecer, todos possuem a capacidade de abrir os portões do céu.
Inspirado na pintura barroca, o ilustrador russo Gennady Spirin criou a arte da capa e as imagens internas do livro, dando um toque clássico aos personagens e ao cenário. Madonna, como em seus projetos anteriores, promoveu o lançamento participando de entrevistas e lendo para crianças em um hospital de Londres. A recepção dos críticos foi dividida: enquanto as ilustrações de Spirin foram amplamente elogiadas, a escrita da autora recebeu avaliações menos favoráveis. Três semanas após seu lançamento, Yakov and the Seven Thieves conquistou a sétima posição na lista dos mais vendidos do The New York Times na categoria de livros infantis ilustrados.

## Sinopse
Em um vilarejo remoto, Yakov e sua esposa Olga enfrentam a doença de seu filho Mikhail e, desesperados, procuram um curandeiro em busca de esperança. Quando suas orações não conseguem abrir os portões do céu, ele convoca uma gangue de ladrões da aldeia para ajudar. Curiosamente, os criminosos, acostumados a abrir portões ilegalmente, conseguem realizar o milagre que salva Mikhail. No dia seguinte, Yakov entrega ao neto do curandeiro um par de sapatos em gratidão, reconhecendo que até os mais improváveis podem ser instrumentos da mudança.

## Antecedentes e desenvolvimento
Em 2003, Madonna assinou com a Callaway Arts & Entertainment para publicar uma série de cinco livros destinados ao público infantil. Explicou que cada livro abordava "de temas universais enfrentados pelas crianças... Esperamos que haja uma lição que as ajude a transformar situações dolorosas ou assustadoras em experiências de aprendizado". Os dois primeiros títulos publicados foram The English Roses (setembro de 2003), e Mr. Peabody's Apples (novembro de 2003). Ambos figuraram na lista dos mais vendidos do The New York Times. Conforme informou Joe D'Angelo, da MTV News, o título do terceiro livro seria Yakov and the Seven Thieves. Inspirada mais uma vez em um conto de 300 anos do rabino Baal Shem Tov, que conheceu através de seu professor de Cabala, Madonna buscou transmitir sua essência. "Mesmo diante da escuridão, há sempre uma luz escondida", escreveu no prefácio. Segundo o comunicado de imprensa, a obra tem como cenário uma pequena cidade europeia do século XVIII e é indicada para leitores com idade mínima de seis anos. A edição física conta com capa dura e sobrecapa, totalizando 32 páginas.
Segundo Nicholas Callaway, Yakov and the Seven Thieves teve sua estreia global remarcada para 21 de junho de 2004, chegando a mais de 110 países e sendo traduzido para 38 idiomas. Além da edição tradicional, foi disponibilizada uma versão em Braille. Embora publicado pela Callaway, a obra foi distribuída por 42 editoras ao redor do mundo, incluindo Penguin Books, Gallimard Jeunesse e Hanser Verlag. Em 16 de junho de 2004, Madonna esteve na ABC News para divulgar seu livro, dedicando-o às "crianças travessas de todo o mundo" e compartilhando sua perspectiva sobre o poder da oração. Durante a Re-Invention World Tour em 2004, a cantora esteve no Great Ormond Street Hospital, onde sua filha Lourdes leu um trecho do livro para um grupo de crianças hospitalizadas. As ilustrações presentes no livro, incluindo a capa, são obras do ilustrador russo Gennady Spirin.

## Recepção crítica e comercial
Três semanas após ser lançado, Yakov and the Seven Thieves estreou na sétima posição da lista de livros infantis ilustrados mais vendidos do The New York Times. As vendas de Yakov and the Seven Thieves caíram drasticamente, como destacado por Edward Wyatt, do The New York Times. De acordo com a Nielsen BookScan, o livro vendeu apenas 27,000 cópias, bem menos do que The English Roses, que alcançou 321,000 exemplares, e Mr. Peabody's Apples, com 127,000 unidades vendidas.
A crítica Maria Sudekum Fisher, do The Des Moines Register, avaliou positivamente a obra, ressaltando seu "arco narrativo". Para a Children's BBC, a obra se destacou pela introdução dos ladrões e pelas ilustrações, sem apresentar elementos considerados "fracos". O site Canada.com classificou Yakov and the Seven Thieves como o melhor dos três livros infantis de Madonna, elogiando sua narrativa fluida e sua abordagem sutil. O jornal The Economist avaliou que, sem a fama de Madonna, Yakov and the Seven Thieves não teria recebido grande promoção. A crítica destacou a mensagem religiosa evidente e classificou sua moral como reflexo do "catolicismo medieval". Apesar da complexidade ecumênica, considerou a obra sincera e objetiva, elogiando o estilo de escrita vívido e direto da autora, possivelmente influenciado por sua experiência como compositora.

## Histórico de lançamento
| Região         | Data                | Formato    | Editora         | Ref.   |
| -------------- | ------------------- | ---------- | --------------- | ------ |
| Estados Unidos | 21 de junho de 2004 | Capa dura  | Callaway        | [ 25 ] |
| Estados Unidos | 21 de junho de 2004 | Brochura   | Callaway        | [ 26 ] |
| Espanha        | 21 de junho de 2004 | Capa dura  | Scholastic      | [ 27 ] |
| Mundo          | 23 de junho de 2004 | Audiolivro | Callaway/Puffin | [ 28 ] |